# Jacob Latimore
 (mai 2012).
Si vous disposez d'ouvrages ou d'articles de référence ou si vous connaissez des sites web de qualité traitant du thème abordé ici, merci de compléter l'article en donnant les références utiles à sa vérifiabilité et en les liant à la section « Notes et références ».
Pour les articles homonymes, voir Latimore.
Jacob Latimore (né Jacob O'Neal Latimore, Jr. le 10 août 1996 à Milwaukee, Wisconsin) est un chanteur, danseur et acteur américain.

## Biographie
Jacob Latimore naît à Milwaukee dans le Wisconsin. Au début de l'année 2007, lui et sa famille déménagent à Atlanta, en Géorgie.

## Carrière

### Musique
Il enregistre son premier titre, Best Friend, sur Radio Disney, qui est diffusé dans Incubator, émission qui présente de nouveaux jeunes musiciens.
En 2006, il se produit dans le Maury Show dans l'épisode des « enfants les plus talentueux ».
L'année suivante, sort le single, Superstar.
En mars 2010, il signe un contrat chez RCA Records[réf. nécessaire]. À la fin de l'année, il publie Like 'Em All avec un featuring de Diggy Simmons, suivi quelques mois plus tard d'un clip.
En 2011, il sort Nothing on Me et Like 'Em All (Radio Version) avec Issa Thompson en featuring. La même année, il fait une tournée de promotion pour son single dans des centres commerciaux, des camps et des stations de radio. La tournée se termine le 30 juillet 2010.
Son premier album, « Connection » , est sorti en 2016. Son deuxième album, « Connection2 » , la suite de « Connection » , est sorti le 26 avril 2019.
Jacob cite Usher, Omarion, Chris Brown, Michael Jackson, Mario et The Temptations comme sources d'inspiration. Il a également déclaré dans un grand nombre de vidéos sur YouTube que tous ceux qui, dans le monde, vivent leurs rêves l'inspirent.

### Danse
Jacob Latimore a développé ses talents de danseur en étudiant ses groupes préférés quand il était enfant. Lorsque sa mère rapporte à la maison une cassette promotionnelle du premier concert de B2K, il regarde la vidéo et répète chaque mouvement jusqu'à ce qu'il soit parfait.
Il a également étudié son film favori, The Temptations. Dans une interview donnée sur Radio Disney, il a déclaré : « Je regardais ce film tous les jours. Je me souviens que je passais mon temps à répéter les pas de danse [...], c'est le meilleur groupe de tous les temps. » 

## Discographie

### Mixtape
- 2009 : I Am The Future
- 2012 : ThisIsMe
- 2013 : ThisIsMe2

### EP
- 2012 : Tour EP (Limited Edition)

### Singles
- 2006 : Bestfriend
- 2007 : Superstar
- 2010 : Like 'Em All featuring Diggy Simmons
- 2011 : Nothing On Me
- 2011 : Like 'Em All (version radio) featuring Issa Thompson
- 2012 : You Come First
- 2012 : All Mine
- 2012 : Alone
- 2013 : He Ain't I featuring Yo Gotti

### Collaborations
- 2010 : Camera Phone featuring Issa Thompson et Justin Martin
- 2012 : World's Greates featuring Issa Thompson
- 2012 : Clean featuring Issa Thompson et Jacquees
- 2012 : 4U featuring TK-N-CA$H
- 2012 : Nobody Like You featuring Cymphonique Miller
- 2012 : Send Me A Picture featuring Young Marqus
- 2013 : Pretty Girl featuring Mindless Behavior et Lil Twist
- 2013 : Put That on My Heartbeat featuring Young Marqus
- 2019 : Caught Up featuring Serayah

### Clips
- 2010 : Like 'Em All featuring Diggy Simmons
- 2011 : Nothing on Me
- 2011 : Like 'Em All (Radio Version) featuring Issa Thompson
- 2012 : You Come First
- 2013 : All Mine
- 2013 : Alone
- 2013 : Take It Or Leave It
- 2014 : What Are You Waiting For

## Filmographie
- 2009 : Les Frères Scott (série télévisée) : enfant (saison 7 épisode 9)
- 2010 : L'Empire des Ombres : James
- 2011 : Reed Between the Lines (série télévisée) : Jacob (saison 1 épisode 20)
- 2012 : The Finder (série télévisée) : Trey (saison 1 épisode 8)
- 2013 : Black Nativity : Langston
- 2014 : Le Labyrinthe (The Maze Runner) : Jeff
- 2014 : Mise à l'épreuve (Ride Along) : Ramon
- 2016 : Beauté cachée (Collateral Beauty) : Raffi / "Temps"
- 2017 : Detroit de Kathryn Bigelow : Fred Temple
- 2017 : Krystal de William H. Macy
- 2018 : Candy Jar
- 2022 : Massacre à la tronçonneuse (Texas Chainsaw Massacre) de David Blue Garcia
- 2023 : House Party : Kevin

## Distinctions

### Nominations
- BET Awards 2012 : « Jeune star »
- BET Awards 2013 : « Jeune star »